# Операция «Негевский лес»
Операция «Негевский лес» (ивр. מבצע יער הנגב‎) — военная операция Армии обороны Израиля, осуществленная подразделением израильских военно-морских коммандос из 13-й флотилии в районе города Тир в Ливане в ходе Второй Ливанской войны 5 августа 2006 года.
В ходе Второй Ливанской войны 13-я флотилия приняла участие в большом количестве операций в глубине территории Ливана.

## Предыстория операции
В начале Второй Ливанской войны 13-я флотилия участвовала в операциях в городе Газа в рамках операции «Летние дожди». Через несколько дней подразделение начало готовиться к действиям на ливанском направлении, однако операции, в которых подразделение должно было принять участие, неоднократно отменялись или откладывались. Командующий флотилией полковник Небо Эрез неоднократно представлял своим командирам предложения по проведению специальных операций в глубине территории противника и каждый раз получал отказ, в результате чего принял решение направить двух своих людей в «АМАН». Задачей было установить разведывательные данные, на основе которых можно будет спланировать задание для коммандос флотилии, которое также будет одобрено командованием ВМC Израиля и Генеральным штабом. Через несколько дней такая миссия нашлась - похитить высокопоставленного члена ракетного подразделения «Хизбаллы», который также был причастен к ракетным обстрелам Хадеры. Старший офицер группы поселился в конспиративной квартире в одном из северных районов Тира. Все, что было известно о внешнем виде боевика «Хизбаллы», это то, что он был высоким и носил усы. В ночь на 2 августа было получено разрешение на операцию, и отряд отплыл на военном корабле к берегам Ливана. Когда отряд, насчитывающий несколько десятков бойцов (самая крупная рейдовая группа в истории подразделения), собирался спуститься в воду, поступило известие, что старшего офицера в конспиративной квартире нет. Операция была отменена, и отряд вернулся в Израиль. На следующий день операцию отложили во второй раз. Командующий ВМС Давид Бен-Бешт участвовал в тот вечер в телетрансляции с военно-морской базы в Ашдоде, а оперативное управление Генштаба отказывалось одобрять операцию до прибытия на командный пункт командующего ВМС. В результате операция была отложена на полчаса, пока отряд ждал в море перед берегом в Тире.

## Описание операции
Израильский десант, состоящий из спецназа ВМС из «13-й флотилии» вместе со спецназом Генштаба «Сайерет Маткаль» при поддержке ВВС и разведывательных подразделений разных родов войск провели ночью тайную операцию, высадившись в апельсиновой роще в районе Тира. Целью рейда была уничтожение группы боевиков «Хезболлы» ответственных за обстрел израильской территории ракетами средней дальности класса «Хайбар» и захват выкопоставленного боевика «Хизбаллы».
Решение о проведении данной операции было принято после получения точных сведений от разведки о местонахождении данной группировки боевиков. Действия происходили в самом сердце города Тир, среди многоэтажных жилых домов.
Продвинувшись в обозначенный квартал спецназ проник в дом, а затем и квартиру боевиков. Там между солдатами Армии обороны Израиля и террористами «Хизбаллы» завязался бой. В ходе боя внутри помещения были уничтожены четверо террористов, вооруженных автоматами Калашникова и ручными гранатами. Двое военнослужащих получили серьёзные ранения, ещё несколько были ранены легко.
После того, как боевики в доме были уничтожены, спецназовцы начали выдвигаться к площадке, откуда их должны были забрать вертолёты. На выходе из здания по ним открыли огонь боевики. Во время перестрелки было уничтожено ещё пять террористов. Всего бой продолжался около двух часов, после чего израильские военнослужащие покинули территорию Ливана.
Всего в результате операции восемь израильских солдат получили ранения, среди раненных один тяжело, один средне, остальные шесть легко. По данным пресс-службы ЦАХАЛа, все они эвакуированы для оказания медицинский помощи в хайфскую больницу «Рамбам». Девять боевиков «Хизбаллы» погибли.
Ливанский спутниковый телеканал «Аль-Манар», связанный с шиитской партией «Хизболла», заявил, что боевики партии отбили атаку. Израиль опровергает эти данные и считает эту боевую операцию успешной.